# Microthelys hintoniorum
Microthelys hintoniorum är en orkidéart som först beskrevs av Todzia, och fick sitt nu gällande namn av Szlach., Rutk. och Joanna Mytnik-Ejsmont. Microthelys hintoniorum ingår i släktet Microthelys och familjen orkidéer. Inga underarter finns listade i Catalogue of Life.